# Cessna 340
Die Cessna 340 ist ein sechssitziges, von zwei Kolbenmotoren angetriebenes Flugzeug des US-amerikanischen Herstellers Cessna mit Druckkabine.
Die fast identische Cessna 335 hat keine Druckkabine.

## Geschichte
Im Dezember 1971 gab Cessna die Einführung eines auf der Grundlage der Cessna 310 entwickelten „Model 340“ mit Druckkabine bekannt. Mit der Entwicklung war bereits 1969 begonnen worden.
Der Unfall des Prototyps mit dem Luftfahrzeugkennzeichen N2340C im April 1970, bei dem der Testpilot ums Leben kam, verzögerte das Projekt erheblich. Ein zweiter Prototyp flog erstmals 1971.
Die Cessna 340 kombinierte die Tragflächen und das Fahrwerk der Cessna 414 mit einem der Cessna 310 ähnlichen Heck und einem neuen Rumpf.
Nach 350 gebauten Exemplaren lief die Fertigung der Cessna 340 im Jahr 1976 aus, stattdessen wurde die verbesserte zweite Serienversion 340A produziert.
Parallel zur Fertigung der 340A wurde im Jahr 1977 mit der Entwicklung einer Ausführung der 340A ohne Druckkabine begonnen, der „Model 335“. Der Prototyp flog zum ersten Mal am 5. Dezember 1978, die erste Serienmaschine am 13. August 1979.
Diese um 74 bis 82 kg leichteren Ausführung der 340A wurde ab 1979 angeboten. Allerdings verkaufte Cessna lediglich 65 Exemplare; die Produktion dieser Version endete bereits 1980.
Im Jahr 1984 wurde die Produktion nach insgesamt 1363 gebauten Maschinen der Reihe Cessna 335/340 beendet.

## Konstruktion
Die Cessna 340 wurde als freitragender Ganzmetall-Tiefdecker ausgelegt, bei dessen Konstruktion in erheblichem Umfang auf die Cessna 310 und 414 zurückgegriffen wurde.
Das Bugradfahrwerk ist elektrisch einziehbar, verfügt über je ein Rad pro Fahrwerksbein und hydraulisch betätigte Bremsen am Hauptfahrwerk. Die Landeklappen werden elektrisch betätigt.
In der für vier Personen ausgelegten Passagierkabine stehen Einzelsitze mit verstellbaren Rückenlehnen zur Verfügung. Die Kabine ist über eine hinten links gelegene Tür zugänglich.
Ein Gepäckraum im Rumpfbug für maximal 159 kg ist über gesonderte Klappen zugänglich, ebenso wie zwei Gepäckfächer in den Flügeln für je 54 kg und eines im hinteren Kabinenbereich für 154 kg.
Zwei luftgekühlte Sechszylinder-Boxermotoren von Continental (Unterschiede: siehe Versionen) treiben dreiblättrige McCauley-Verstellpropeller an.
Der Treibstoff befindet sich in einem komplexen System aus acht Tanks: zum einen sechs Flügeltanks, zum anderen 386 Liter in den optisch auffallenden zwei Flügelspitzentanks, davon 378 Liter ausfliegbar. Der Tankinhalt beträgt insgesamt 783 Liter, davon sind 768 Liter ausfliegbar.

## Produktion
Die als erste Variante hergestellte Cessna 340 wurde nach 335 Exemplaren durch die Cessna 340A abgelöst, von der bis 1984 (Produktionsende) 948 Stück gebaut wurden.
Die Produktion der Version Cessna 335 wurde 1980 nach nur 65 Exemplaren eingestellt. Nach einer einzelnen anderen Quelle wurden lediglich 45 Exemplare produziert; dies kann aber anhand der Fabriknummern aus verschiedenen anderen Quellen ausgeschlossen werden.

## Versionen

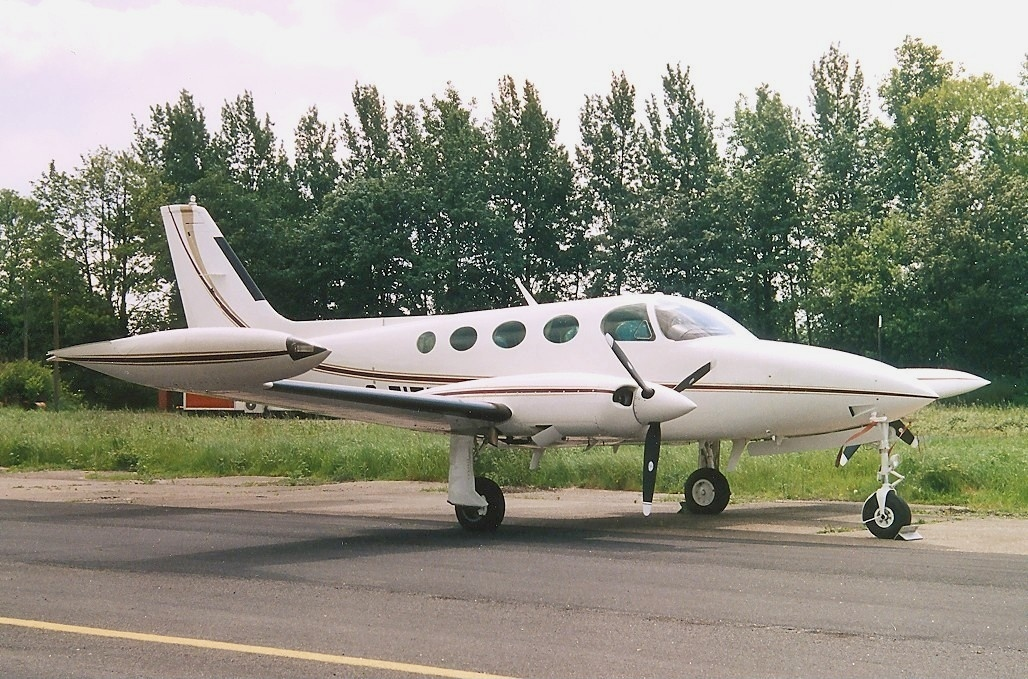
Cessna 335 G-FITZ, 2004

Cessna 335produziert 1979–1980; 2× TSIO-520-EB mit je 300 PS (224 kW); keine Druckkabine, etwa 80 kg leichter als die 340A; 65 Stück gebaut
Cessna 335 II: zusätzlich zur Basisversion u. a. ausgestattet mit umfangreicher Instrumentenflug-Ausrüstung und weiterer Avionik, Doppelsteuer, Anschluss für externe Stromversorgung, Roll- und Landescheinwerfer, Blitzlicht als Kollisionswarnlicht, Tankkapazität um 238 Liter größer, Ableiter für statische Entladung
Cessna 340produziert 1972–1975; 2× TSIO-520-K mit je 285 PS (213 kW); 350 Stück gebaut
Cessna 340Aproduziert ab 1976; 2× TSIO-520-NB mit je 310 PS (231 kW); verbesserte Klimaanlage, Propellersynchronisierung, neue Sitzkonstruktion; 948 Stück gebaut.
Cessna 340A II: zusätzlich zur Basisversion u. a. ausgestattet mit Instrumentenflug-Ausrüstung und weiterer Avionik, zweiachsiger Autopilot, Doppelsteuer, Anschluss für externe Stromversorgung, elektrische Höhenrudertrimmung, Roll- und Landescheinwerfer, Blitzlicht als Kollisionswarnlicht, Tankkapazität um 238 Liter größer, Ableiter für statische Entladung
Cessna 340A III: zusätzlich zur Version 340A II ausgestattet mit umfangreicherer Instrumentenflug-Ausrüstung und weiterer Avionik, Wetterradar, Gierdämpfer, Handfeuerlöscher, Wechselstromgenerator mit 100 A statt 50 A.

## Nutzung
In Deutschland waren bis Ende 2015 insgesamt 34 Cessna 340 und 95 Cessna 340A zugelassen. Cessna 335 erscheinen nicht in der Quelle.
Der Verkaufspreis in Deutschland betrug im Jahr 1976 mit Instrumentenflug-Ausrüstung 681.000 DM (rund 348.000 Euro, inflationsbereinigt ca. 584.000 Euro), zuzüglich des damals geltenden Mehrwertsteuersatzes von 11 %, also insgesamt rund 756.000 DM (rund 387.000 Euro, bzw. 695.000 Euro inflationsbereinigt und mit 19 % MwSt.).

## Zwischenfälle
Über Unfälle von Cessna 335 im deutschsprachigen Raum liegen keine Informationen vor. Unter anderem folgende Totalschäden von Cessna 340 wurden verzeichnet:
- 24. August 1978: Totalschaden der Cessna 340 mit dem Luftfahrzeugkennzeichen D-IKAM; keine Todesopfer; keine weiteren Details.

- 11. Mai 1979: Langwasser bei Nürnberg; alle drei Insassen der D-IKAL kamen um.[14]

- 13. August 1985: D-IMBP stürzte am Flugplatz Egelsbach während des Durchstartens ab; der Pilot wurde getötet.[15]

- 29. Oktober 1995 im Anflug auf den Flughafen Wien-Schwechat (Österreich) (N5736M); alle sechs Insassen überlebten.[16]

- 9. August 2000: Absturz der N4424X im Anflug auf Flugplatz Darmstadt-Griesheim; alle drei Personen an Bord kamen ums Leben.[17]

- 21. August 2000, Kollision der D-ICEN mit Gebirge in schlechtem Wetter (Schweiz); alle fünf Insassen wurden getötet.[18]

- Am 8. Dezember 2015 kam es mit der Cessna 340A D-IBEL bei der Landung auf dem Flugplatz Augsburg zu einem Strömungsabriss. Im dichten Nebel unterhalb der zulässigen Wetterminima hatte der Pilot zu hoch abgefangen, die Maschine prallte aus mehreren Metern Höhe auf die Landebahn. Das brennende Flugzeug wurde zerstört; alle fünf Insassen überlebten verletzt.[19]

## Technische Daten (Cessna 340A II)
Die Daten wurden den unten aufgeführten Quellen entnommen.
| Kenngröße                     | Daten                                                                                 |
| ----------------------------- | ------------------------------------------------------------------------------------- |
| Besatzung                     | 1–2                                                                                   |
| Passagiere                    | 4–5                                                                                   |
| Länge                         | 10,46 m                                                                               |
| Spannweite                    | 11,62 m                                                                               |
| Höhe                          | 3,83 m                                                                                |
| Flügelfläche                  | 17,16 m²                                                                              |
| Flügelstreckung               | 7,2                                                                                   |
| Kabinenmaße                   | Länge = 3,86 m, Breite = 1,18 m, Höhe = 1,24 m                                        |
| Nutzlast1)                    | 274 kg bei vollen Tanks                                                               |
| Leermasse                     | 1879 kg                                                                               |
| max. Startmasse               | 2717 kg                                                                               |
| Reisegeschwindigkeit          | 367 km/h oder 198 kts in 3050 m / 10.000 ft Höhe                                      |
| Höchstgeschwindigkeit         | 433 km/h oder 234 kts                                                                 |
| Dienstgipfelhöhe              | 9085 m oder 29.800 ft                                                                 |
| Reichweite, maximale Nutzlast | 724 km oder 391 NM mit 563 kg Nutzlast und 388 Liter Treibstoff                       |
| Reichweite, maximal           | 1827 km oder 986 NM mit 274 kg Nutzlast und maximalem Treibstoff                      |
| Startstrecke auf 15 m         | 663 m                                                                                 |
| Landestrecke aus 15 m         | 564 m                                                                                 |
| Triebwerke                    | 2 luftgekühlte Sechszylinder-Boxermotoren Continental TSIO-520-NB, je 310 PS (231 kW) |

1) In der Nutzlast ist hier auch die Besatzung enthalten.

## Verwandte Entwicklungen
- Cessna 310
- Cessna 414